# Zdeněk Hruška
Zdeněk Hruška (Praga, 4 de maio de 1959) é um ex-futebolista profissional e treinador checo que atuava como goleiro.

## Carreira
Zdeněk Hruška fez parte do elenco da Seleção Checoslovaca de Futebol, da Copa de 1982.